# 스포츠조선
《스포츠조선》(영어: The Sports Chosun)은 대한민국의 신문 출판 기업인 스포츠조선(영어: Sports Chosun, 스포츠朝鮮)이 발행하는 스포츠 신문이다. 스포츠, 연예 등을 전문적으로 다루며, 일간지이다.

## 역사
1990년 3월 21일, 조선일보의 자매지로 창간되었다.

## 구성
1면부터 12면 ~ 14면은 스포츠 관련 기사가 주를 이루고 이후의 면은 연예, 방송, 오락, 문화, 만화 등을 담고 있다.

## 같이 보기
- 조선일보